# Devin Bowen
Devin Bowen (* 18. Mai 1972 in Newport Beach, Kalifornien) ist ein ehemaliger US-amerikanischer Tennisspieler.

## Leben
Bowen wurde 1994 Tennisprofi, spielte jedoch sein gesamtes erstes Profijahr ausschließlich auf unterklassigen Satellite-Turnieren. Erst ab Mitte 1995 trat er regelmäßig bei Turnieren der ATP Challenger Tour an. Seinen ersten nennenswerten Erfolg konnte er jedoch erst im August 1996 verbuchen, als er zusammen mit David Roditi das Doppelfinale von Posen erreichte. Seinen ersten von insgesamt fünf Karrieretiteln auf der ATP Challenger Tour errang er 1997 an der Seite von Dinu Pescariu in Split. Den größten Erfolg feierte er 2003, als er mit Ashley Fisher in Amersfoort seinen einzigen Doppeltitel auf der ATP Tour gewann. Seine höchste Notierung in der Tennisweltrangliste erreichte er 1996 mit Position 635 im Einzel sowie 2003 mit Position 39 im Doppel.
Im Einzel konnte er sich nie für eines der Grand-Slam-Turniere qualifizieren. In der Doppelkonkurrenz erreichte er 2001 und 2002 jeweils das Viertelfinale der US Open. Im Mixed stand er drei Mal in der zweiten Runde von Wimbledon.

## Erfolge
| Legende                                               |
| Grand Slam                                            |
| Tennis Masters Cup                                    |
| ATP Masters Series                                    |
| ATP Championship Series ATP International Series Gold |
| ATP World Series ATP International Series (1)         |
| ATP Challenger Series (5)                             |

| ATP-Titel nach Belag |
| Hartplatz (0)        |
| Sand (1)             |
| Rasen (0)            |
| Teppich (0)          |

### Doppel

#### Turniersiege

##### ATP Tour
| Nr. | Datum         | Turnier    | Belag | Partner       | Finalgegner            | Ergebnis |
| --- | ------------- | ---------- | ----- | ------------- | ---------------------- | -------- |
| 1.  | 20. Juli 2003 | Amersfoort | Sand  | Ashley Fisher | Chris Haggard André Sá | 6:0, 6:4 |

##### Challenger Tour
| Nr. | Datum            | Turnier | Belag     | Partner           | Finalgegner                     | Ergebnis      |
| --- | ---------------- | ------- | --------- | ----------------- | ------------------------------- | ------------- |
| 1.  | 20. April 1997   | Split   | Sand      | Dinu Pescariu     | Trey Phillips David Roditi      | 7:6, 6:3      |
| 2.  | 12. April 1998   | Neapel  | Sand      | Massimo Bertolini | Tamer El Sawy Gábor Köves       | 7:6, 6:2      |
| 3.  | 19. April 1998   | Nizza   | Sand      | Mariano Hood      | Mariano Puerta André Sá         | 7:5, 3:6, 6:4 |
| 4.  | 2. November 2003 | Waco    | Hartplatz | Ashley Fisher     | Ryan Haviland K. J. Hippensteel | 6:4, 7:64     |
| 5.  | 16. Mai 2004     | Košice  | Sand      | Peter Luczak      | Jan Hernych Petr Kralert        | 6:2, 7:66     |

#### Finalteilnahmen
| Nr. | Datum              | Turnier           | Belag | Partner           | Finalgegner                   | Ergebnis      |
| --- | ------------------ | ----------------- | ----- | ----------------- | ----------------------------- | ------------- |
| 1.  | 15. November 1998  | Santiago de Chile | Sand  | Massimo Bertolini | Mariano Hood Sebastián Prieto | 6:7, 7:6, 6:7 |
| 2.  | 8. August 1999     | Amsterdam         | Sand  | Eyal Ran          | Paul Haarhuis Sjeng Schalken  | 3:6, 2:6      |
| 3.  | 17. September 2000 | Bukarest          | Sand  | Mariano Hood      | Alberto Martín Eyal Ran       | 6:74, 1:6     |
| 4.  | 17. September 2003 | Casablanca        | Sand  | Ashley Fisher     | František Čermák Leoš Friedl  | 3:6, 5:7      |